# Spilomicrus integer
Spilomicrus integer är en stekelart som beskrevs av Thomson 1858. Spilomicrus integer ingår i släktet Spilomicrus, och familjen hyllhornsteklar. Arten är reproducerande i Sverige.